# Glossotrophia annae
Glossotrophia annae là một loài bướm đêm trong họ Geometridae.